# Blissful Encounter
Blissful Encounter (chinês tradicional: 幸福遇見, pinyin: Xìngfú Yùjiàn) é o primeiro álbum de estúdio de Ariel Lin (chinês tradicional: 林依晨). Ele foi lançado em 10 de julho de 2009, pela Avex Taiwan. Em 21 de agosto de 2009, a Avex Taiwan lançou uma outra edição deste álbum, com um DVD bônus, contendo dois videoclipes e a versão coreana de "惡作劇" (Practical Joke).
O álbum possui o tema de encerramento da série Love or Bread, "麵包的滋味" (The Taste of Bread), além da versão de Ariel para a canção "惡作劇" (Practical Joke), tema de encerramento de It Started With a Kiss. O videoclipe de "螢火蟲" (Firefly) conta com a participação de Donghae e Siwon, ambos da banda Super Junior.

## Faixas
1. "淚光雨" Lèi guāng yǔ (Tears in the Rain)
2. "螢火蟲" Yínghuǒchóng (Firefly)
3. "Come to Me"
4. "依靠" Yī kào (Rely On)
5. "你的味道" Nǐ de wèidào (Your Flavor)
6. "接近無限的藍" Jiējìn wúxiàn de lán (Closer to the Unlimited Blue)
7. "惡作劇" Èzuòjù (Practical Joke)
8. "甜蜜花園" Tiánmì huāyuán (Sweet Garden)
9. "麵包的滋味" Miànbāo de zīwèi (The Taste of Bread)
10. "愛" Ài (Love)
11. "장난치기" (惡作劇) Èzuòjù (Practical Joke) - Blissful Encounter (CD+DVD) - faixa bônus

## Videoclipes
- "甜蜜花園" (Sweet Garden)
- "螢火蟲" (Firefly) - Donghae e Siwon, da banda Super Junior

## Lançamento
- 10 de julho de 2009 - Blissful Encounter (Regular Edition) (幸福遇見)

- 21 de agosto de 2009 - Blissful Encounter (CD+DVD) (幸福遇見 CD+DVD) - com dvd contendo:

1. "甜蜜花園" (Sweet Garden) MV
2. "螢火蟲" (Firefly) MV
3. "螢火蟲" (Firefly) Summer Story